# Cameron Suspension Bridge
Pour les articles homonymes, voir Cameron.
Le Cameron Suspension Bridge est un pont américain dans le comté de Coconino, en Arizona. Ce pont suspendu sur la Little Colorado a porté l'U.S. Route 89 de sa livraison en 1911 jusqu'en 1959. Il est inscrit au Registre national des lieux historiques depuis le 5 juin 1986.